# Марихин, Анатолий Фёдорович
Анатолий Фёдорович Марихин (род. 17 марта 1949 года) - заслуженный тренер России (хоккей с мячом).

## Карьера
А.Ф. Марихин начал играть в хоккей с мячом в Кирове в школе «Родины» в 1960 году.
В течение всей карьеры выступал в Кирове - в «Родине» и в «Прогрессе».
После окончания игровой карьеры работает в структурах ХК «Родина».

## Известные ученики
- С.Обухов
- Д.Вершинин
- А.Загарских
- К.Клековкин
- О.Крутихин
- А.Кузнецов
- А.Ланских
- А.Симонов

## Достижения

### как игрок
- Обладатель Кубка ВЦСПС - 1974, 1981
- Серебряный призёр чемпионата РСФСР - 1969, 1974
- Бронзовый призёр чемпионата РСФСР - 1973

### как тренер
- Чемпион СССР среди юниоров - 1991
- Вице-чемпион России среди юниоров - 1998
- Бронзовый призёр чемпионата СССР среди юношей - 1989
- Победитель турнира «Плетёный мяч» - 1994
- Второй призёр турнира «Плетёный мяч» - 1996